# Tíbet durante la dinastía Ming

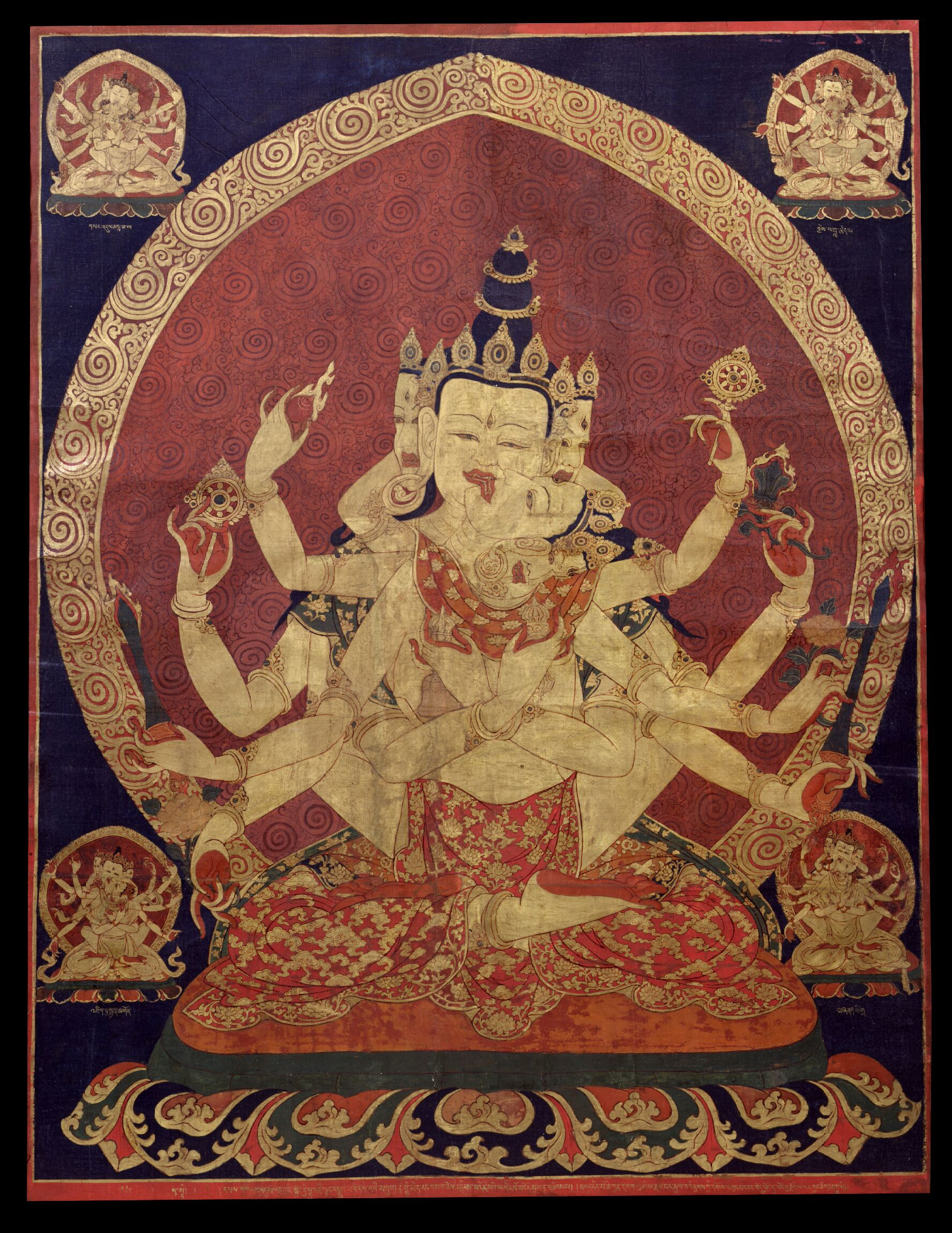
Un thangka tibetano del siglo XVII de Guhyasamaja Akshobhyavajra; la corte de la Dinastía Ming reunía varios artículos que eran productos nativos del Tíbet (como los thangkas), y en retorno otorgaban obsequios a los tributarios tibetanos.

La dinastía Ming consideraba que el Tíbet formaba parte de las Regiones Occidentales. Si bien en su apogeo la dinastía Ming tuvo cierto grado de influencia en el Tíbet, los académicos modernos discuten la naturaleza exacta de sus relaciones. El análisis de la relación se complica aún más por los conflictos políticos modernos y la aplicación de la soberanía westfaliana a una época en la que el concepto no existía. El Estado histórico del Tíbet de China, un libro publicado por la República Popular China, afirma que la dinastía Ming tenía soberanía incuestionable sobre el Tíbet, señalando la emisión por parte de la corte Ming de varios títulos a los líderes tibetanos, la aceptación total de los títulos por parte de los tibetanos y un proceso de renovación para los sucesores de estos títulos que implicaba viajar a la capital Ming. Los académicos en China también sostienen que el Tíbet ha sido una parte integral de China desde el siglo XIII y, por lo tanto, fue parte del Imperio Ming. Sin embargo, la mayoría de los estudiosos de fuera de China, como Turrell V. Wylie, Melvyn C. Goldstein y Helmut Hoffman, dicen que la relación era de soberanía, que los títulos Ming eran sólo nominales, que el Tíbet seguía siendo una región independiente fuera del control Ming y que simplemente pagaba tributo hasta el emperador Jiajing, que interrumpió las relaciones con el Tíbet.
Con la esperanza de revivir la relación única durante la dinastía Yuan, y su superior espiritual Drogön Chögyal Phagpa de la escuela Sakya del budismo tibetano, el emperador Yongle hizo un esfuerzo concertado para construir una alianza secular y religiosa con Deshin Shekpa, el Karmapa de la escuela Karma Kagyü. Sin embargo, los intentos del emperador Yongle no tuvieron éxito.
Los Ming iniciaron intervenciones armadas esporádicas en el Tíbet durante el siglo XIV, pero no establecieron allí tropas permanentes. Los tibetanos también utilizaron a veces la resistencia armada contra las incursiones Ming. El emperador Wanli intentó restablecer las relaciones Ming-tibetanas después de la alianza mongol-tibetana iniciada en 1578, que afectó la política exterior de la posterior dinastía Qing en su apoyo al dalái lama de la escuela Gelug. A fines del siglo XVI, los mongoles eran exitosos protectores armados del dalái lama Gelug después de que aumentaran su presencia en la región de Amdo. Esto culminó con la conquista del Tíbet por parte de Güshi Khan entre 1637 y 1642 y el establecimiento del régimen de Ganden Phodrang por el quinto dalái lama con su ayuda.

## Trasfondo

### Imperio mongol

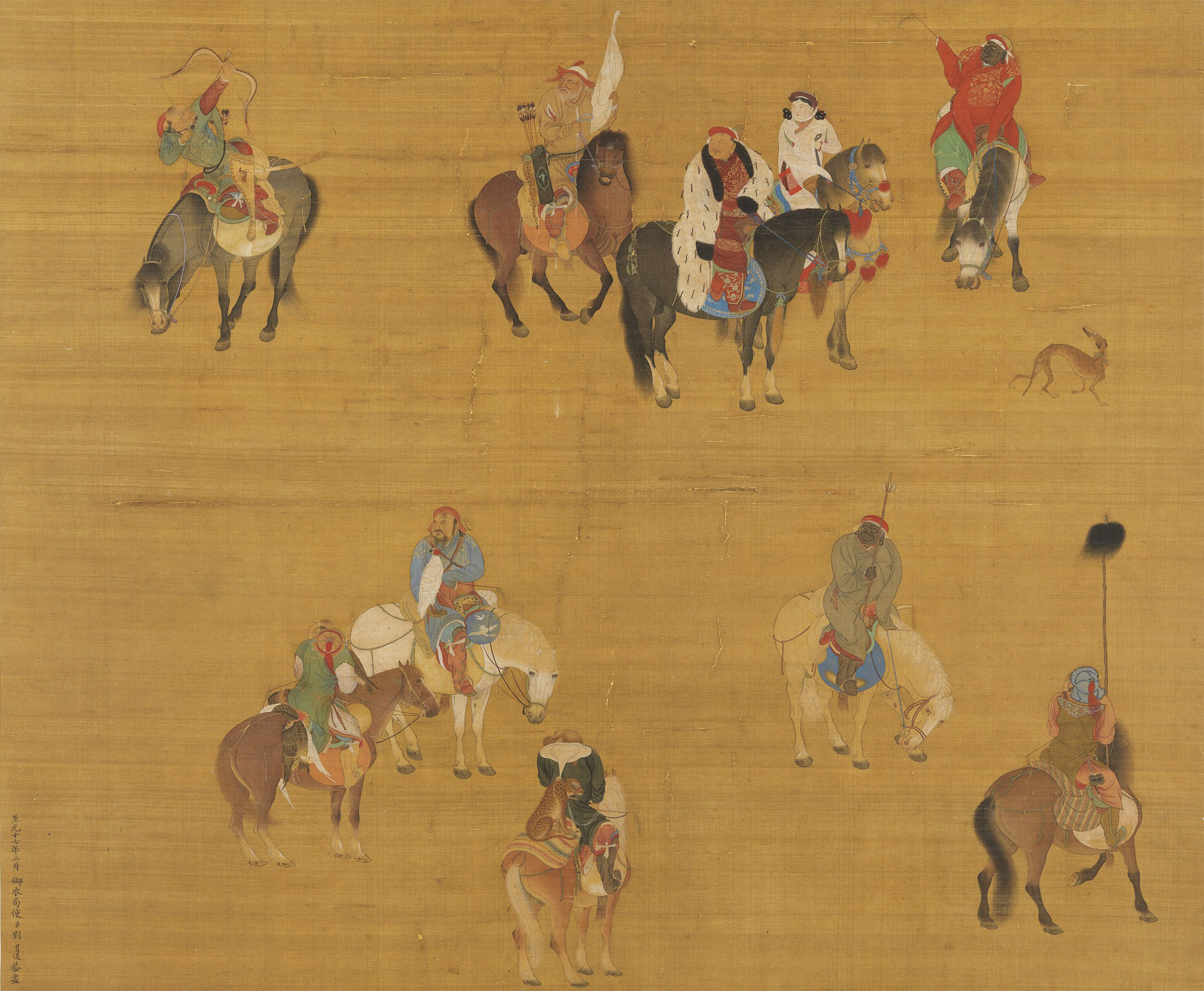
Pintura de Kublai Kan en una expedición de cacería, por el artista de la corte china Liu Guandao, c. 1280

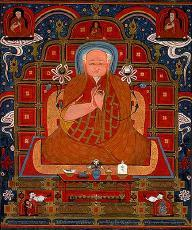
Drogön Chögyal Phagpa, uno de los cinco fundadores de la escuela sakia de budismo tibetano, fue asignado rey del Tíbet por el gobernante mongol Kublai Kan (r. 1260-1294).

El Tíbet fue una vez una gran fuerza contemporánea con la dinastía Tang china (618-907). Hasta el colapso del Imperio tibetano en el siglo IX, fue el mayor rival de los Tang en dominar Asia interior. Los gobernantes Yarlung del Tíbet también firmaron muchos tratados de paz con los Tang en 921 que fijaron las fronteras entre el Tíbet y China. Durante el período de las cinco dinastías y los diez reinos (907-960) en China, mientras el fracturado reino de China no veía amenaza en el Tíbet que estaba en gran desorganización política, hubo poco en el camino de las relaciones sino-tibetanas. Pocos documentos narrando contactos sino-tibetanos sobreviven de la dinastía Song (960-1279). Los song estaban mucho más preocupados en contrarrestar a los Estados enemigos del norte, los kitán gobernando la dinastía Liao (907-1125) y los Jurchen gobernando la dinastía Jin (1115-1234).
En 1207, el gobernador mongol Gengis Kan (r. 1206-1227) conquistó y subyugó el Estado étnico tangut de Xia Occidental (1038-1227). El mismo año estableció relaciones diplomáticas con Tíbet mandando enviados allí. La reciente conquista de Xia Occidental alarmó a los gobernantes tibetanos que entonces decidieron pagar tributo a los mongoles. No obstante cuando dejaron de pagar tributo luego de la muerte de Gengis Kan, su sucesor Ogedei Kan (r. 1229-1241) lanzó una invasión al Tíbet. El príncipe mongol Godan, un nieto de Gengis Kan, realizó incursiones tan lejos como Lhasa. Durante su ataque en 1240 Godan invocó a Sakia Pandit (1182-1251) líder de la secta budista tibetana sakia a su corte en la que es ahora Gansu provincia en China occidental. Con la sumisión de Sakia Pandit a Godan en 1247 el Tíbet fue oficialmente incorporado al Imperio mongol durante la regencia de Töregene Khatun (1241-1246). Michael C. van Walt van Praag escribe que Godan dio a Sakia Pandit autoridad temporal sobre todo el políticamente fragmentado Tíbet, afirmando que "esta investidura tuvo poco impacto real" pero fue significante en cuanto a que estableció la particular relación "sacerdote-patrón" entre los mongoles y los lamas sakya tibetanos.
Desde 1236 el príncipe mongol Kublai (que más tarde reinó como Khagan desde 1260-1294) recibió un gran territorio en el norte de China por su superior Ogedei Kan. Karma Pakshi (1203-1283), el principal lama y segundo Karmapa de la tradición tibetana Karma Kagyü, rechazó la invitación de Kublai de aparecer en su corte, así en su lugar Kublai invitó a Drogön Chögyal Phagpa (1235-1280), sucesor y sobrino de Sakya Pandita, quien fue a su corte en 1253. 
Kublai instituyó una relación única con el Phagma lama, quien reconoció a Kublai como un soberano superior en asuntos políticos y a su vez Kublai se volvió su instructor principal en asuntos religiosos. Kublai también hizo a Drogön Chögyal Phagpa el rey-sacerdote gobernante del Tíbet que consistía de trece Estados diferentes gobernados por miriarquías
Kublai Kan no conquistó a la dinastía Song en el sur de China hasta 1279, así que Tíbet era un componente del temprano Imperio mongol antes de haber sido combinado en uno de los imperios de su descendiente conocido como la dinastía Yuan (1271-1368) con China entera. Van Praag escribe que esta conquista "marcó el fin de la China independiente" que fue entonces incorporada a la dinastía Yuan que gobernó China, Tíbet, Mongolia, partes de Corea, Siberia, y la Birmania superior. Morris Rossabi escribe que "Kublai deseaba ser percibido como el legítimo kan de kanes entre los mongoles y como emperador de China. Aunque había, hacia principios de 1260, sido cercanamente identificado con China, el todavía por un tiempo declaró gobierno universal" y aun "a pesar de su éxito en China y Corea, Kublai era incapaz de ser aceptado como gran kan". Así, con tan limitada aceptación de su posición como gran kan Kublai fue cada vez más identificado con China y buscó apoyo como emperador de la misma.

### Derrocamiento de los Sakya y los Yuan

Emperador Hongwu (r. 1368-1398)

En 1358, el régimen del virrey Sakya instalado por los mongoles en Tíbet fue derrocado por una rebelión del miriarca Phagmodru Changchub Gyaltsen, o Byang chub rgyal mtshan (1302-1364). La corte mongol Yuan fue forzada a aceptarlo como su nuevo virrey, y Changchub Gyaltsen y sus sucesores de la dinastía Phagmodrupa dominaron de facto sobre el Tíbet. En 1368, una revuelta China Han conocida como la Revuelta de los Turbantes Rojos derrocó a la dinastía mongol Yuan en China. Zhu Yuanzhang entonces estableció la dinastía Ming, gobernando como emperador Hongwu(r. 1368-1398).
No está claro cuánto entendió la corte de la temprana dinastía Ming de la guerra civil que estaba ocurriendo en el Tíbet entre sectas religiosas rivales, pero el primer emperador estaba ansioso de evitar el mismo problema que Tíbet le había causado a la dianstía Tang. En lugar de reconocer al gobernante Phagmodru, el emperador Hongwu se alió con el Karmapa de la más cercana región de Kham y sudeste de Tíbet, mandando enviados en el invierno de 1372-1373 para pedir a los funcionarios Yuan que renovasen sus títulos para la nueva corte Ming. Como es evidente en sus edictos imperiales, Hongwu estaba al tanto de la conexión budista entre el Tíbet y China y quería fomentarla. El cuarto Karmapa Rolpe Dorje (1340-1383) rechazó la invitación de Hongwu, aunque envió algunos discípulos y enviados a la corte ming en Nankín. Hongwu también le confió a su guru Zongluo, uno de muchos monjes budistas en la corte, que encabece una misión religiosa al Tíbet en 1378-1382 para obtener textos budistas. No obstante, el temprano gobierno Ming promulgó una ley, luego rescindida, que prohibía a los chinos Han aprender los principios del budismo tibetano. Hay poco detallada evidencia de chinos, especialmente chinos lay, estudiando budismo tibetano hasta la era republicana (1912-1949). A pesar de estas misiones a favor de Hongwu, Morris Rossabi escribe que el emperador Yongle (r. 1402-1424) "fue el primer gobernante Ming activamente buscando una ampliación de las relaciones con el Tíbet."

## Afirmaciones en el Mingshi
De acuerdo al trabajo histórico oficial sobre la dinastía Ming, la Historia Ming (o Mingshi en chino, compilado en 1739 por la subsecuente dinastía Qing (1644-1912), la dinastía Ming estableció la "Oficina Policial de Armada Civil E-Li-Si" al oeste de Tíbet e instaló la Alta Comandería Itinerante Dbus-Gtsang y la Alta Comandería Itinerante Amdo de kham para administrar el este del Tíbet. El Mingshi afirma que las oficinas administrativas estaban emplazadas bajo estas altas comanderías, incluyendo una Comandería Itinerante, tres Oficinas del Comisionado de Pacificación, seis Oficinas del Comisionado de Expedición, cuatro oficinas Wanhu (miriarquías cada una en comando de 10.000 casas), y diecisiete oficinas Qianhu (chiliarquías en comando de 1,000 casas).
La corte Ming asignó tres "Príncipes del Dharma" (法王) y cinco "príncipes" (王), y dio muchos otros títulos, como "Gran Tutor del Estado" (大國師) "Tutor de Estado" (國師), a las escuelas importantes del budismo tibetanos, incluyendo la secta Karma Kagyu, Sakya, y Gelug. De acuerdo a Wang Jiawei y Nyima Gyaincain, los oficiales principales de esos órganos eran todos asignados por el gobierno central y sujetos a cumplir la ley. Aún Van Praag describe el distintivo y duradero código de leyes tibetano establecido por el gobernante Phagmodru Changchub Gyaltsen como una de muchas reformas para revivir las viejas tradiciones imperiales tibetanas.
El difunto Turrell V. Wylie, antiguo profesor de la Universidad de Washington y Li Tieh-tseng discuten que la fiabilidad del duramente censurado Mingshi como fuente creíble sobre las relaciones sino-tibetanas es cuestionable, a la luz de la erudición moderna. Otros historiadores también afirman que estos títulos Ming eran nominales y no conferían autoridad alguna como sí lo hacían los antiguos títulos Yuan. Van Praag escribe que las "numerosas y económicamente motivadas misiones tibetanas a la corte Ming son mencionadas como 'misiones tributarias' en el Ming Shih." Van Praag escribe que esas "misiones tributarias" eran simplemente promovidas por la necesidad de caballos tibetanos ya que el viable mercado de caballos en tierras mongoles estaba cerrado debido al incesante conflicto.

## Debates académicos modernos

### Herencia, sucesión, y títulos

#### Transición de Yuan a Ming
Los historiadores no están de acuerdo en cual fue la relación entre la corte Ming y Tíbet y si la China Ming tenía soberanía sobre Tíbet. Van Praag escribe que los historiadores de la corte china veían a Tíbet como un tributario extranjero independiente y tenían poco interés en él, aparte de una relación lama-patrón. El historiador Tsepon Wangchuk Deden Shakabpa (Xagabba Wangqug Dedain) apoya la posición de van Praag.
 However, Wang Jiawei and Nyima Gyaincain state that these assertions by van Praag and Xagabba are "fallacies".

Mapa mostrando los cambios en las fronteras del Imperio mongol desde su fundación por Gengis Kan en 1206 hasta el reino de Kublai Kan. La dinastía Yuan se muestra en violeta tras la muerte de Kublai en 1294, cuando el Imperio mongol se separó en cuatro diferentes kanatos.

Wang y Nyima discuten que el emperador Ming envió dos veces edictos al Tíbet durante el segundo año de inicio de la dinastía demostrando que veía al Tíbet como una región significativa para pacificar urgiendo a varias tribus tibetanas a someterse a la autoridad de la corte Ming. Notan que al mismo tiempo el príncipe mongol Punala, que había heredado su posición de gobernante de áreas del Tíbet fue a Nankín en 1371 para pagar tributo y mostrar su lealtad a la corte Ming llevando consigo el sello de autoridad emitido por la corte Yuan.
También afirman que los herederos de los lamas cuyo título de príncipes debería estar garantizado por mera sucesión, debían viajar a la corte Ming para renovar su título de príncipes y debido a que los lamas se llamaban a sí mismos príncipes la dinastía Ming por tanto tenía "plena soberanía sobre el Tíbet"." Afirman que la dinastía Ming mediante la emisión de edictos imperiales para invitar a ex oficiales Yuan a la corte para posiciones oficiales en los tempranos años de su fundación, ganó sumisión de líderes religiosos y administrativos ex Yuan en las áreas tibetanas, y por tanto incorporaron a las mismas bajo el dominio de la corte Ming. Así, ellos concluyen, la corte Ming ganó poder para gobernar áreas anteriormente bajo dominio Yuan.
El periodista y autor Thomas Laird, en su libro La historia del Tíbet: Conversaciones con el Dalai Lama, escribe que Wang y Nyima presentan el punto de vista del gobierno chino en su Estatus histórico del Tíbet chino, y fallan en notar que china estaba "absorbida en una más grande unidad política no china" durante la dinastía Yuan mongol, la cual Wang y Nyima describen como una característica dinastía china sucedida por los Ming.
Laird mantiene que los kanes mongoles nunca administraron al Tíbet como parte de China y en su lugar lo hicieron como territorios separados, compara a los mongoles con los británicos quienes colonizaron India y Nueva Zelanda, afirmando que esto no hace que India sea parte de Nueva Zelanda. De tardías narraciones mongoles y tibetanas interpretando la conquista mongol del Tíbet, Lair afirma que "Ellas, como todas las narrativas históricas no chinas, nunca retratan la subyugación mongol sobre el Tíbet como si fuera china".

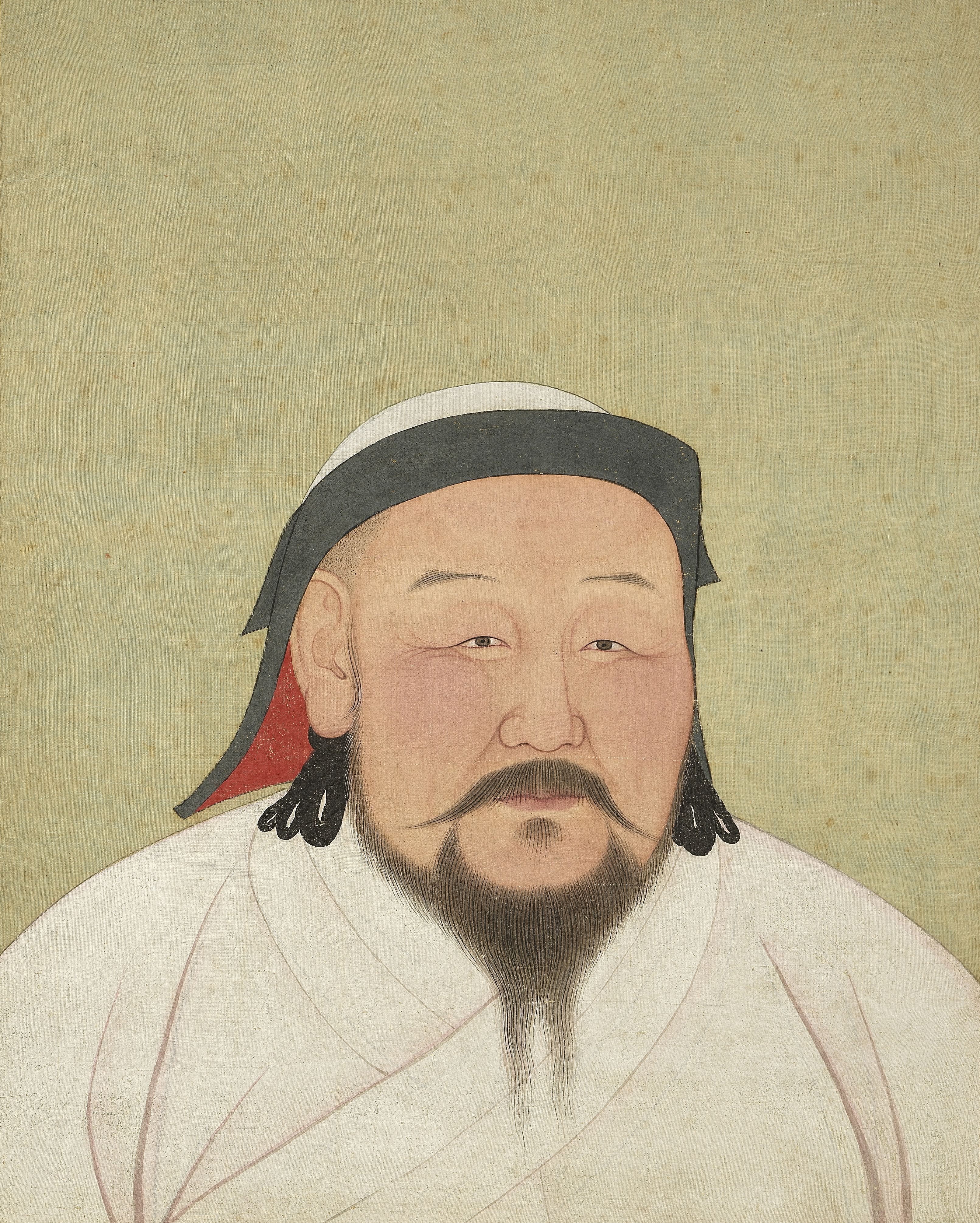
Kublai Khan (r. 1260–1294); Patricia Ann Berger escribe que el patronazgo del emperador Ming Yongle hacia Deshin Shekpa, el Karmapa, era un intento de reconfirmar una relación con el Tìbet que Kublai Kan había previamente disfrutado con el lama Sakya Phagpa.

La Enciclopedia Columbia distingue entre la dinastía Yuan y otros kanatos del Imperio Mongol de Ilkanato, kanato Chagatai y la Horda de Oro. Describe a la dinastía Yuan como "una dinastía Mongol de China que gobernó desde 1271 a 1368, y una división del gran imperio conquistado por los mongoles. Fundada por Kublai kan, quien adoptó el nombre dinástico chino de Yuan en 1271."
La Enciclopedia Americana describe a la dinastía Yuan como "la línea de gobernantes mongoles en China" y que los mongoles "proclamaron una dinastía de estilo chino Yuan en Cambaluc (Pekín)."  El Museo Metropolitano de Arte escribe que los gobernantes mongoles de la dinastía Yuan "adoptaron modelos políticos y económicos chinos; gobernando desde sus capitales en Dadu, asumieron el rol de emperadores chinos,"
Aunque el tibetólogo Thomas Laird descartó a la dinastía Yuan como una entidad política no china y rebaja sus características chinas. El Museo de Arte Metropolitano también nota que a pesar de la gradual asimilación de los monarcas Yuan, los gobernantes mongoles impusieron duras políticas discriminatorias contra los literati del sur de China.  Morris Rossabi, un profesor de historia asiática en el Colegio de Queens, describe en su libro Kublai Kan: Su vida y era que Kublai "creó instituciones de gobierno que parecían o fueron las mismas que las chinas tradicionales", y "deseaba mostrar a los chinos que intentaba adoptar las ceremonias y estilos de un gobernante chino".
Aun así, el sistema de Castas en China favoreciendo a los mongoles sobre otras etnias les garantizó un más alto estatus que el de la mayoría china Han. Aunque los chinos Han que fueron reclutados como consejeros eran a menudo más influyentes que los altos oficiales, su estatus no estaba bien definido. Kublai también abolió los exámenes imperiales del servicio civil chino, los cuales no serían restaurados hasta el reinado del emperador Renzong (1311-1320). Rossabi escribe que Kublai reconoció que para gobernar China "tenía que emplear consejeros y oficiales chinos, aun así no podía confiar totalmente en estos porque debía mantener un delicado balance entre gobernar a la civilización sedentaria de China y preservar la identidad cultural y valores nómadas de los mongoles. Gobernando China, estaba preocupado por los asuntos chinos, pero también en explotar los recursos del imperio para su propio engrandecimiento".
Sus motivaciones y objetivos se alternaban de uno a otro a lo largo de su reinado". Van Praag escribe en El estatus del Tíbet que los tibetanos y mongoles por otro lado mantuvieron un sistema dual de gobierno y relaciones interdependientes que legitimaban la sucesión de los kanes mongoles como gobernantes budistas universales, o chakravartin. Van Praag escribe que "El Tíbet permaneció como una parte única del imperio y nunca estuvo completamente integrada en él," citando ejemplos como un mercado fronterizo con licencia que existió entre China y Tíbet durante la dinastía Yuan.

#### Prácticas Ming de dar títulos a los tibetanos
De acuerdo al Ministerio de Relaciones Exteriores de la República Popular China, los Ming implementaron una política de administración del Tíbet de acuerdo a convenciones y costumbres, garantizando títulos y estableciendo órganos administrativos sobre el Tíbet.
La Oficina de Información del Consejo de Estado de la República Popular China afirma que la oficina de comando Ü-Tsang de la dinastía Ming gobernaba la mayor parte del Tíbet. También afirma que mientras que los Ming abolieron la política de consejeros establecida por los Yuan mongoles para administrar asuntos internos en el Tíbet y el sistema mongol de tutores imperiales para mandar sobre asuntos religiosos, los Ming adoptaron una política de conceder títulos sobre líderes religiosos que se sometieran a la dianstía Ming. Por ejemplo, un edicto del emperador Hongwu en 1373 asignó al líder tibetano Choskunskyabs como general de For example, an edict of the Hongwu Emperor in 1373 appointed the Tibetan leader Choskunskyabs as the General de la oficina militar mNgav-ris y civil Wanhu, declarando:

Yo, el soberano del imperio, cortésmente invito a la gente de los rincones del imperio que amen la rectitud y juren lealtad a la corte para asignarles puestos oficiales. He aprendido con gran placer que tu, Chos-kun-skyabs, que vives en la región oeste, inspirado por mi poder y reputación eres leal a la corte y capaz de resguardar el territorio a tu cargo. La oficina civil y militar mNgav-ris ha sido establecida. Yo por tanto te asigno cabeza de la oficina con título de general Huaiyuan, creyendo que eres el más calificado para el puesto. Espero de ti que seas aún más responsable en tu trabajo de lo que has sido en el pasado, para acatar con disciplina y ocupación hacia tus hombres para que la seguridad y la paz en tu región pueda ser garantizada.

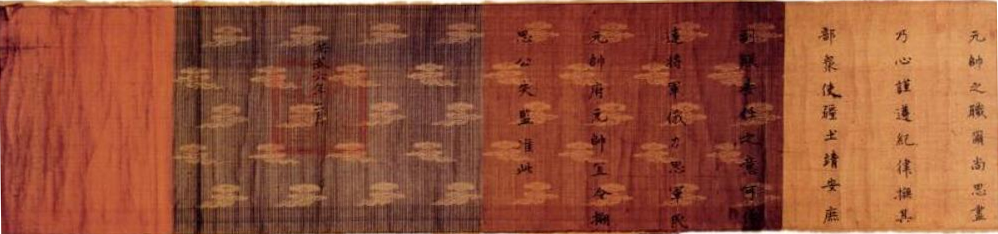
Edicto del Emperador Hongwu otorgando el título de general militar mNgav-ris y Civil Wanhu al líder tibetano Choskunskyabs en 1373

Chen Qingying,  profesor de historia y director del Instituto de Estudios Históricos bajo el Centro de Investigación de Tíbetología China en Pekín, escribe que la corte Ming confirió nuevas posiciones oficiales a líderes tibetanos ex Yuan de Phachu Kargyu y les otorgó posiciones de menor jerarquía. Chen afirma que en el país Zong, líderes de Neiwo Zong y Renbam Zong cuando “el emperador se enteró la situación de Phachu Kargyu, la corte Ming asignó a los principales líderes Zong a ser altos oficiales del alto comando de Dbus y Gtsang." Los puestos oficiales que los Ming establecieron en el Tíbet, como altos y bajos comandantes, oficiales de Qianhu (a cargo de 1000 viviendas), y oficiales de Wanhu (a cargo de 10,000 viviendas), eran todas posiciones hereditarias, pero agrega que “la sucesión de algunos puestos importantes aún debían ser aprobados por el emperador,” mientras que los viejos mandatos imperiales debían volver a la corte Minga para su renovación.
De acuerdo al tibetólogo John Powers, las fuentes tibetanas contradicen esta narrativa de títulos otorgados por los chinos a los tibetanos, con varios títulos que los tibetanos dieron a los emperadores chinos y sus oficiales. Las misiones de tributación desde los monasterios tibetanos a la corte china traía no solo títulos sino también grandes y comercialmente valiosos regalos que podían posteriormente ser vendidos. Los emperadores Ming enviaban invitaciones a lamas gobernantes, pero los lamas enviaban subordinados en lugar de ir ellos mismos, y ningún líder tibetano explícitamente aceptó el rol de vasallo de los Ming. También, Hans Bielenstein escribe que tan tempranamente como la Dinastía Han (202 BC - 220 AD), el gobierno chino Han “mantenía la ficción” de que los oficiales extranjeros administrando los “estados dependientes” y ciudades Estado oasis de las regiones del oeste (componiéndose de Tarim Basin y el oasis Turpan) eran verdaderos representantes Han debido a que el gobierno les confería sellos chinos.

#### Changchub Gyaltsen
Wang y Nyima afirman que después de que el título oficial de "ministro de educación" fuera dado a Changchub Gyaltsen (Byang chub rgyal mtshan, 1302-1364) por la corte Yuan, su nombre apareció con este título en diversos textos tibetanos mientras que su título tibetano de "Degsi" o desi es rara vez mencionado. Wang y Nyima toman esto para decir que "aún en el tardío periodo de la dinastía Yuan, la corte imperial Yuan y el régimen Pagmo Drupa mantuvo una relación de gobierno de subsidiariedad." Changchub Gyaltsen incluso se supone que escribió en su testamento: "En el pasado he recibido amoroso cuidado por parte del emperador en el Este. Si el emperador continua cuidándonos por favor sigan sus edictos y que el enviado imperial sea bien recibido."

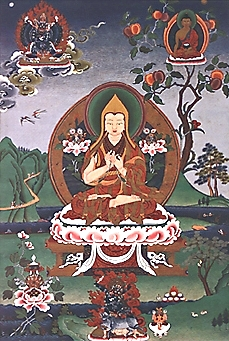
Retrato de Je Tsongkhapa, fundador del Gelug, en una pintura del siglo XIX

Sin embargo, Lok-Ham Chan, un profesor de historia de la Universidad de Washington, escribe que el objetivo de Changchub Gyaltsen era recrear el viejo reino tibetano que existió durante la dinastía Tang, construir un "sentimiento nacionalista" entre tibetanos, y "remover todos los trazos de la suzeranía mongol." Georges Dreyfus, un profesor de religión en Williams College, escribe que fue Changchub Gyaltsen el que adoptó el viejo sistema administrativo de Songtsän Gampo (c. 605-649)-el primer rey Yarlung en establecer al Tíbet como un poder fuerte mediante la reinstalación de su código legal de castigos y unidades administrativas. Por ejemplo en lugar de 13 gobernaciones establecidas por el virrey mongol Sakya, Changchub Gyaltsen dividió el Tíbet central en distritos (dzong) con cabezas de distrito (dzong dpon) quienes debían seguir los viejos rituales y vestir vestimentas de la vieja Tíbet imperial. Van Praag afirma que las ambiciones de Changchub Gyaltsen eran "restaurar al Tíbet a la gloria de su era imperial" reinstalando una administración secular, promoviendo "la cultura y tradiciones nacionales," e instalando un código de leyes que sobrevivió hasta el siglo XX.
De acuerdo a Chen, el oficial Ming de Hezhou (el actual Linxia)
informó al emperador Hongwu que la situación general en Dbus y Gtsang "estaba bajo control," y por tanto sugirió al emperador que ofrezca al segundo gobernante Phagmodrupa,  Shakya Gyaltsen (wylie: sh'akya rgyal mtshan, ZWPY: Sagya Gyaincain) un título oficial. De acuerdo a los registros del emperador fundador, Hongwu emitió un edicto garantizando el título de "Maestro de Iniciación de Estado" a Sagya Gyaincain, mientras que el último envió representantes a la corte Ming para ceder su sello de jade de autoridad junto con tributo de ceda de colores y satín, estatuas de Buda, escrituras budistas y sarira.
Dreyfus escribe que luego de que la myriarquía Phagmodru perdió su poder centralizante sobre el Tíbet en 1434, muchos intentos de otras familias de establecer hegemonías fallaron a lo lardo de los siguientes dos siglos hasta 1642 con la efectiva hegemonía de Ngawang Lobsang Gyatso el quinto Dalái lama sobre el Tíbet.

#### Je Tsongkhapa
La dinastía Ming otorgaba títulos a lamas de escuelas tales como la Karmapa Kargyu, pero esta había previamente declinado las invitaciones mongoles de recibir títulos Cuando el emperador Ming Yongle invitó a Je Tsongkhapa (1357-1419), fundador de la escuela Gelug ir a la corte Ming y pagar tributo pero este declinó. Wang y Nyima escriben que esto fue debido a edad avanzada y debilidad física, y también por los esfuerzos siendo puestos en construir tres grandes monasterios. Chen contesta que Tsongkhapa escribió una carta para rechazar la invitación del emperador en la cual escribió:

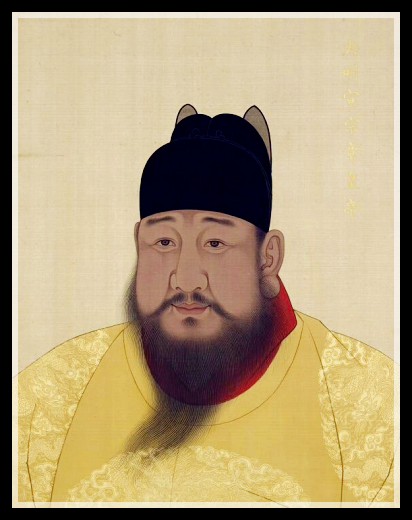
Emperador Xuande (r. 1425-1435)

No es que yo no sepa que se trata del edicto del gran dominador del mundo por el bien de la doctrina budista, o que yo no obedezca el edicto de su majestad. Estoy seriamente enfermo cada vez que encuentro al público, así que no me puedo embarcar en un viaje y acatar el edicto imperial. Deseo que su majestad tenga piedad y no esté disgustado; realmente será una gran piedad.

Tom Grunfeld dice que Tsongkhapa afirmó estar mal de salif en su rechazo a viajar a la corte Ming, Rossabi agrega que Tsongkhapa cito lo "largo y arduo del viaje" a China como otra razón para no aparecer. Esta primera petición de los Ming fue hecha en 1407, pero la corte Ming envió otra embajada en 1413, está dirigida por el eunuco Hou Xian (候顯; fl. 1403-1427), que una vez más fue rechazado por Tsongkhapa. Rossabi escribe que Tsongkhapa no quería alienarse completamente de la corte Ming, así que envió a su discípulo Chosrje Shākya Yeshes (Jamchen Choje, 釋迦也失) a Nankín en 1414 en su lugar, y tras su llegada en 1415 el emperador Yongle le otorgó el título de "Maestro de Estado" (el mismo título que antes fue dado al gobernante Phagmodru del Tíbet. El Emperador Xuande (r. 1425-1435) incluso dio a este discípulo el título de un "rey" (王). Este título no parece tener ningún sentido práctico, o haber conferido ningún poder, en el monasterio Ganden de Tsongkhapa. Wylie nota que éste (como el Karma Kargyu) no puede ser visto como una renovación de las oficinas mongoles Yuan, ya que la escuela Gelug fue creada luego de la caída de la dinastía Yuan.

#### Implicaciones de la cuestión del gobierno
Dawa Norbu, uno de los autores principales de la diáspora tibetana, discute que los modernos historiadores del partido comunista chino tienden a estar a favor de la visión de que los Ming simplemente reconfirmaron a los oficiales de la vieja dinastía Yuan en el Tíbet y de esta forma perpetuaron su reino en el Tíbet. Norbu escribe que, aunque esto hubiera sido cierto para las relaciones "tributo-intercambio" de las regiones del este tibetano de Amdo y Kham, sería falso si se aplicara a las regiones tibetanas del oeste como Ü-Tsang y Ngari. Luego de la dinastía Phagmodrupa de Changchub Gyaltsen,, estas estuvieron gobernadas por "tres sucesivos regímenes nacionalistas," los cuales Norbu escribe "los historiadores comunistas prefieren ignorar"."
Laird escribe que los Ming nombraron con títulos a príncipes tibetanos del este, y que "estas alianzas con los principales tibetanos del este son la evidencia que los chinos producen hoy para afirmar que los Ming gobernaron el Tíbet," a pesar del hecho que los Ming no enviaron un ejército para reemplazar al mongol luego de que estos se fueran del Tíbet. Yiu Yung-chin afirma que la extensión más lejana hacia el oeste del territorio Ming eran Gansu, Sichuan, y Yunnan, y que "los Ming no poseían el Tíbet" Shih-Shan Henry Tsai, un profesor de historia y director de estudios asiáticos en la Universidad de Arkansas, escribe que el emperador Yongle envió a su eunuco Yang Sanbao al Tíbet en 1413 para ganar la lealtad de parios príncipes tibetanos, mientras que al mismo tiempo pagaba una pequeña fortuna en dar regalos a cambio de tributos para mantener la lealtad de estados vasallos como Nepal y el Tíbet. No obstante, Van Praag afirma que los gobernantes tibetanos mantuvieron sus propias y separadas relaciones con los reinos de Nepañ y Kashmir, y a veces "entraron en conflicto armado con ellos"

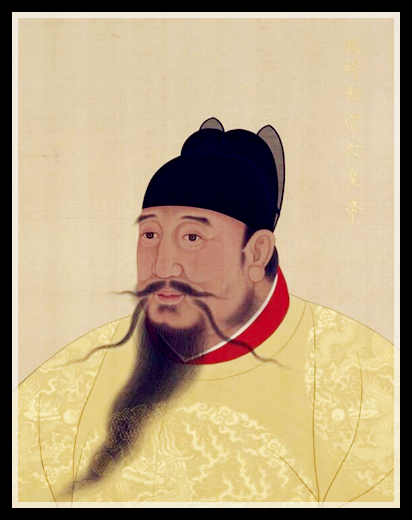
Emperador Yongle (r. 1402-1424)

Aunque el Gelug intercambió dones y envió emisarios a la corte Ming hasta 1430 el Gelug no es mencionado en el Mingshi o el Mingshi Lu. Sobre esto, el historiador Li Tieh-tseng dice del rechazo de Tsongkhapa a las invitaciones Ming para visitar la corte de Yongle:

En China no solo el emperador no podía equivocarse, sino que también su prestigio y dignidad tenían que ser mantenidos a cualquier costo. Si se hubiera hecho público que las repetidas invitaciones de Ch'eng-tsu a Tsong-ka-pa habían sido rechazadas, el prestigio y dignidad del emperador hubieran descendido a un grado despreciable, especialmente en un momento cuando su política de mostrar grandes favores hacia los lamas era para nada popular y ya había causado resentimiento entre la gente. Esto explica por que no hay mención de Tsong-k'a-pa y la secta amarilla en el Ming Shih y Ming Shih lu.

Wylie afirma que este tipo de censura del Mingshi distorsiona la verdadera imagen de la historia de las relaciones sino-tibetanas, mientras que la corte Ming otorgó títulos a muchos lamas a pesar de su afiliación sectaria en una guerra civil en curso en el Tíbet entre facciones de lamas cometidoras. Wylie discute que los títulos Ming de "rey" dados indiscriminadamente a muchos lamas tibetanos o incluso a sus discípulos no debería ser visto como reconfirmaciones a antiguas oficinas Yuan, ya que el régimen virreinal Sakya establecido por los mongoles en el Tíbet fue derrocado por la miriarquía Phagmodru antes que la dinastía Ming comenzara.
Helmut Hoffman afirma que los Ming mantuvieron la fachada de gobernar el Tíbet a través de la recepción de misiones de "emisarios tributarios" y dando títulos nominales a los lamas gobernantes, pero realmente no interferían con la gobernación tibetana. Melvyn C. Goldstein escribe que los Ming no tenial verdadera autoridad administrativa sobre el Tíbet, como los muchos títulos dados a los líderes tibetanos no conferían autoridad alguna como sí lo hacían los antiguos títulos mongoles de la dinastía Yuan. Afirma que "confiriendo títulos a tibetanos ya en el poder, los emperadores Ming meramente reconocían una realidad política." Hugh E. Richardson escribe que la dinastía Ming no ejercía autoridad sobre la sucesión de las familias gobernantes tibetanas, la Phagmodru (1354-1436), Rinpungpa (1436-1565), y Tsangpa (1565-1642).

### Significancia religiosa
En su usurpación del trono al emperador Jianwen (r. 1398-1402), el emperador Yongle fue ayudado por el monje budista Yao Guanxiao, y como su padre Hongwu, Yongle estaba "bien dispuesto hacia el budismo", afirma Rossabi. En el 10 de marzo de 1403, el emperador Yongle invitó a Deshin Shekpa (1384-1415), el quinto karmapa, a su corte, a pesar de que el cuarto karmapa había rechazado la invitación del emperador Hongwu de China. Una traducción tibetana del siglo XVI preserva la carta de Yongle, la cual la Asociación de Estudios Asiáticos nota como educada y halagadora hacia el karmapa. La carta de invitación decía, "Mi padre y ambos padres de la reina están ahora muertos. Tu eres mi única esperanza, esencia del budismo. Por favor ven rápido. Estoy enviando como ofrenda un gran lingote de plata, ciento cincuenta monedas de plata, veinte rollos de ceda, un bloque de sándalo, ciento cincuenta ladrillos de te y diez libras de incienso." 
Para buscar al karmapa, Yongle envió a su eunuco Hou Xian y al monje budista Zhi Guang (d. 1435). Viajando a Lhasa ya sea por Qinghai o a través de la Ruta de la Seda a Khotan, Hou Xian y Zhi Guang no volvieron a Nankín hasta 1407.

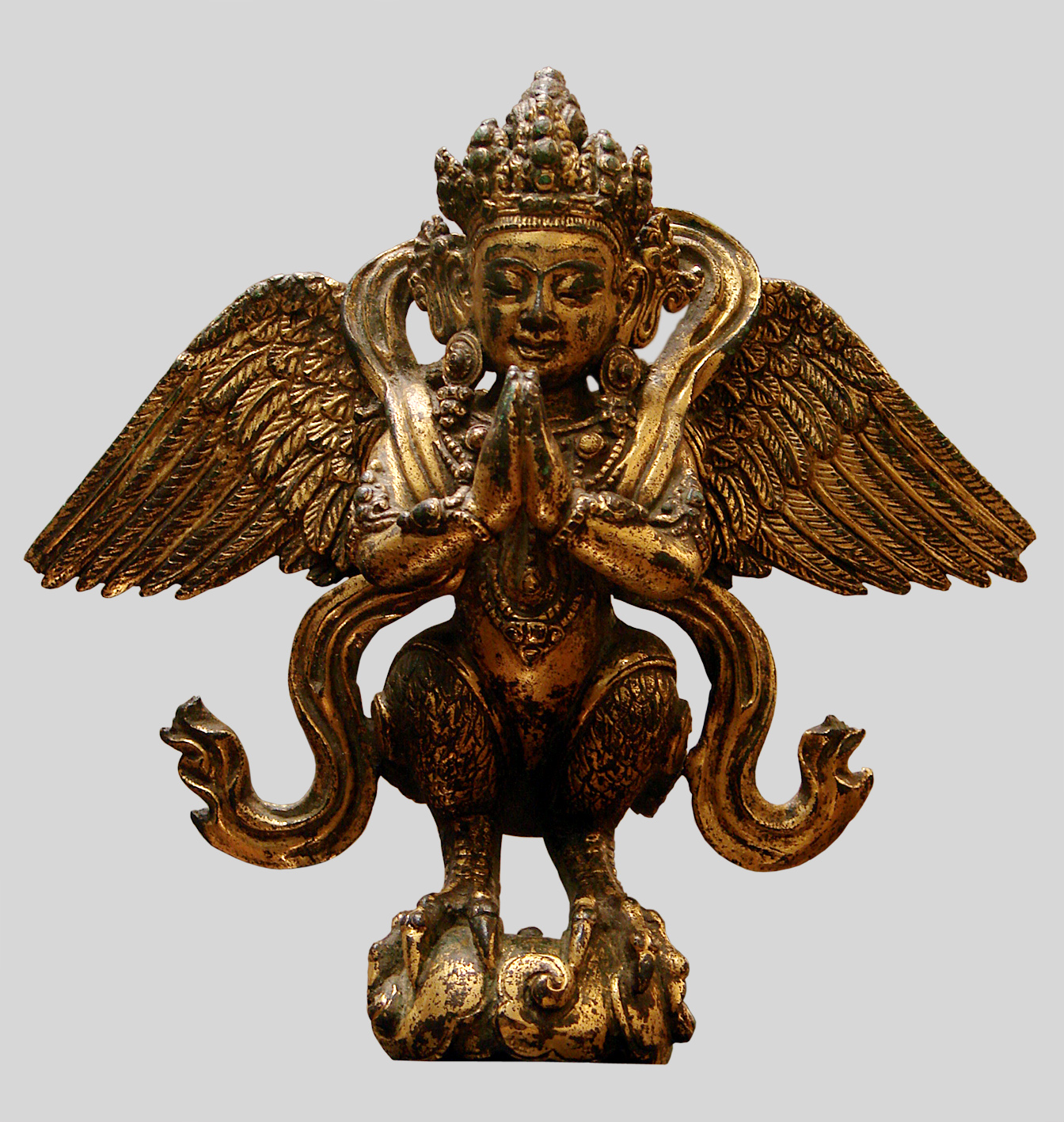
Una figurilla de bronce dorado de una kinnari, protectora mitológica budista medio pájaro medio mujer, de la época del reinado de Xuande (r. 1425-1435)

Durante sus viajes iniciados en 1403, Deshin Shekpa fue exhortado por la corte Ming a visitar Nankín en abril de 1407. Norbu escribe que Yongle, siguiendo la tradición de los emperadores mongoles y su reverencia a los lamas Sakya tibetanos, mostró gran cantidad de respeto hacia Deshin Dekpa. Yongle salió del palacio para saludar al karmapa y no le pidió que hiciera las reverencias protocolarias como vasallo tributario. De acuerdo a Karma Thinley, el emperador le dio al karmapa el lugar de honor a su izquierda, y en un trono más alto que el suyo. Rossabi y otros describen arreglos similares hechos por Kublai Kan y el Phagpa lama, escribiendo que Kublai se "sentaría en una plataforma más baja que la del clérigo tibetano" cuando recibía instrucción religiosa de él. A lo largo del mes siguiente, el emperador Yongle y su corte le ofrecieron regalos a Deshin Shekpa. En el Templo Linggu en Nankín, presidió las ceremonias religiosas por los parientes muertos de Yongle, mientras que los veintidós días de su estadía estuvieron marcados por supuestos milagros religiosos que fueron registrados en cinco lenguas en un gigantesco pergamino que llevó el sello del emperador. Durante su visita a Nankín, Deshin Shekpa fue nombrado por Yongle con el título de "Gran Príncipe Tesoro del Dharma".  Elliot Sperling afirma que Yongle, al nombrar a Deshin Shekpa con el título de "rey" y alabando sus habilidades místicas y milagros, estaba tratando de construir una alianza con el Karmapa como los mongoles habían hecho con los lamas Sakya tibetanos, pero Deshin Shekpa rechazó la oferta de Yongle. De hecho, este era el mismo título que Kublai Kan había ofrecido al Phagpa lama Sakya, pero Deshin Shekpa persuadió a Yongle de que se le otorgara el título a otros líderes de sectas budistas tibetanas.

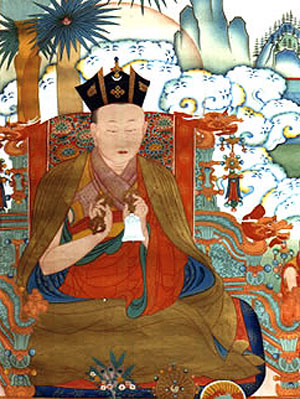
Deshin Shekpa (1384-1415)

Fuentes tibetanas dicen que Deshin Shekpa también persuadió a Yonge de no imponer su fuerza militar en el Tíbet como los mongoles habían hecho previamente. Thinley escribe que antes de que Deshin Shekpa volviese al Tíbet, el emperador comenzó a preparar una misión militar al Tíber para mediante la fuerza dar autoridad al Karmapa sobre todas las sectas budistas tibetanas, pero Deshin Shekpa lo disuadió.  Pero Hok-Lam Chan afirma que "hay poca evidencia de que esta haya sido la intención del emperador" y que la evidencia indica que Deshin Shekpa había sido invitado estrictamente para propósitos religiosos.
Marsha Weidner dice que los milagros de Deshin Shekpa "testificaban para el poder de ambos, el emperador y su guru, sirviendo así como una herramienta de legitimación para la problemática sucesión al trono del emperador," refiriéndose al conflicto de Yongle con el anterior emperador Jianwen. Tsai escribe que Deshin Shekpa ayudó a la legitimación de Yongle proveyéndole señales y milagros que demostraban el beneplácito del cielo hacía Yongle en ocupar el trono.
Con el ejemplo de la relación de la corte Ming con el quinto karmapa y otros líderes tibetanos, Norbu dice que los historiadores chinos comunistas han fallado en dar cuenta de la importancia del aspecto religioso en las relaciones Ming-tibetanas. Escribe que las reuniones de lamas con el emperador eran intercamvios de tributo entre "el patrón y el sacerdote" y no eran meramente instancias de subordinados políticos pagando tributo a un superior. También menciona que los objetos de tributo eran artefactos budistas que simbolizaban "la naturaleza religiosa de la relación." Josef Kolmaš escribe que la dinastía Ming no ejercía ningún control político sobre el Tíbet, contentos con su relación de tributo que eran "casi enteramente de carácter religioso." Patricia Ann Berger escribe que las invitaciones de Yongle y su costumbre de dar títulos a los lamas era su intento de "resucitar las relaciones entre China y el Tíbet establecidas antes pot el fundador de la dinastía Yuan Kublai Kan y su guru Phagpa." Ella también escribe que los posteriores emperadors Qing y sus asociados mongoles vieron la relación de Yongle con el Tíbet como "parte de una cadena de reencarnación que ponían a este emperador como otra emanación de Manjusri."

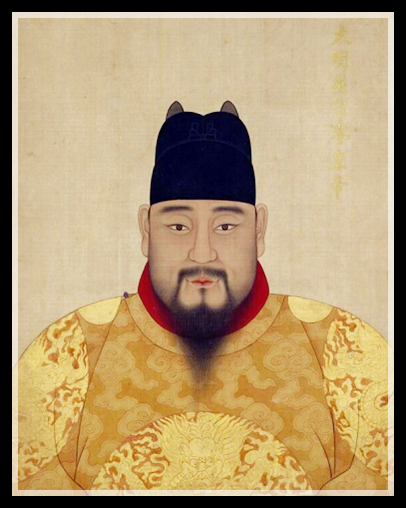
Emperador Zhengtong (r. 1435-1449)

La Oficina de Información de Consejo de Estado de la RPC preserva un edicto del emperador Zhengtong (r. 1435-1449) dirigida al Karmapa en 1445, escrita luego que el último agente hubiese traído reliquias sagradas a la corte Ming. Zhengtong envió el siguiente mensaje al Gran Príncipe Tesoro del Dharma. el karmapa:

Por compasión, Buda enseño a la gente a ser buena y los persuadió de abrazar sus doctrinas. Tú que vives en la remota región oeste, has heredado las verdaderas doctrinas budistas. Estoy profundamente impresionado no solo por la compasión con la cual predicas entre la gente de tu región para que alcancen la iluminación, sino también por tu respeto por los deseos del cielo y tu devoción a la corte. Yo estoy muy complacido de que hayas enviado a bSod-nams-nyi-ma y otros monjes tibetanos aquí, trayendo con ellos estatuas de Buda, caballos y otras especialidades como tributo a la corte.
A pesar del brillante mensaje de Zhengtong, Chan escribe que en 1446 la corte Ming corto toda relación con los jerarcas karmapa. Hasta ese año, la corte Ming no estaba al tanto que Deshin Shekpa había muerto en 1415. Antes de descubrir esto, la corte Ming creía que los representantes de su secta que continuaban visitando la capital Ming eran enviados por el.

### Tributo e intercambio de te por caballos

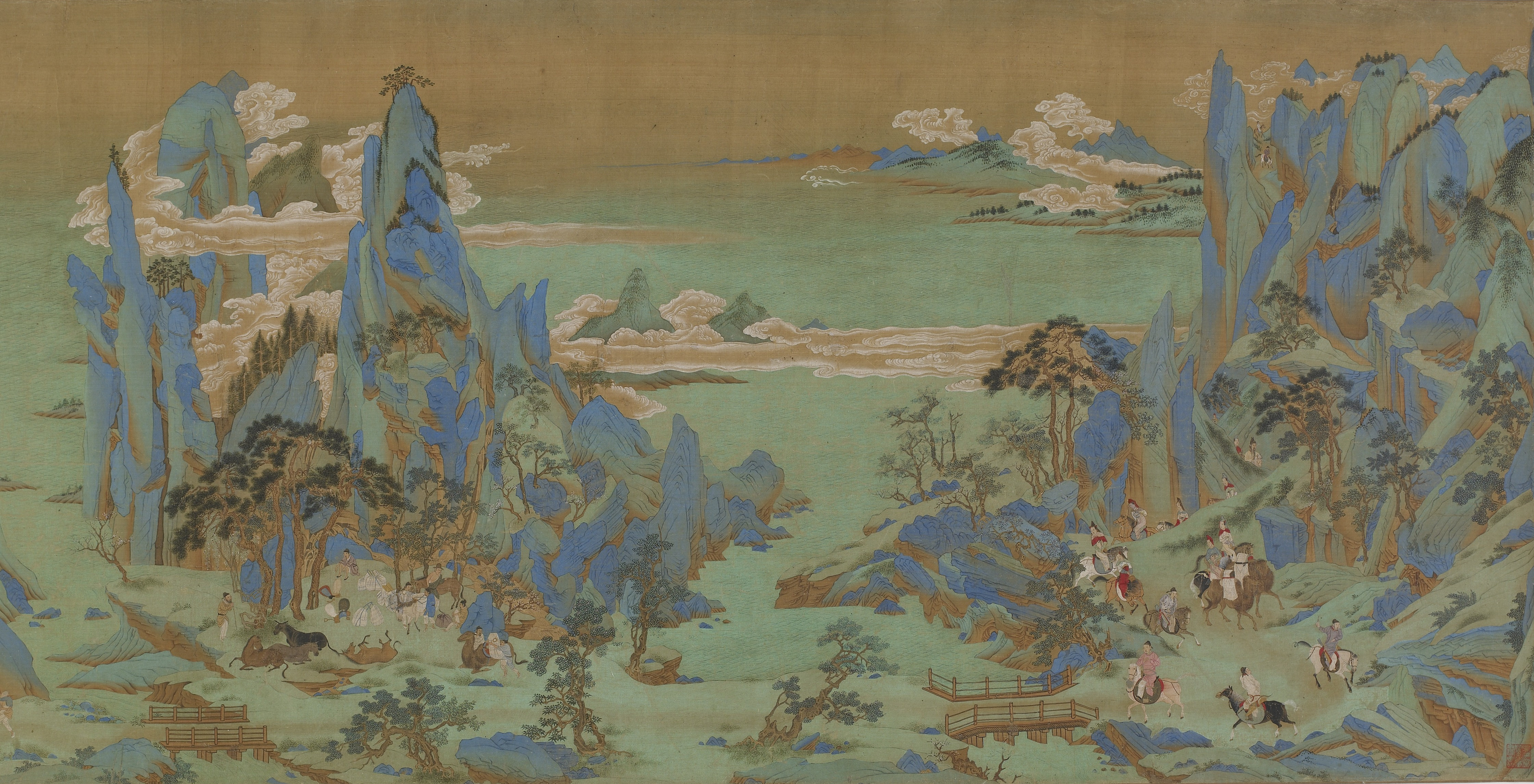
Una tardía pintura de la dinastía Ming posterior a Qiu Ying mostrando al Emperador Xuanzong de Tang (r. 712-756) escapando de la capital en peligro con su corte a caballo; la dinastía Ming necesitaba caballos para oponerse a las armadas nómadas mongoles en el norte, por tanto, el intercambio de importación de caballos tibetanos por té chino se volvió una gran ventaja para la dinastía Ming.

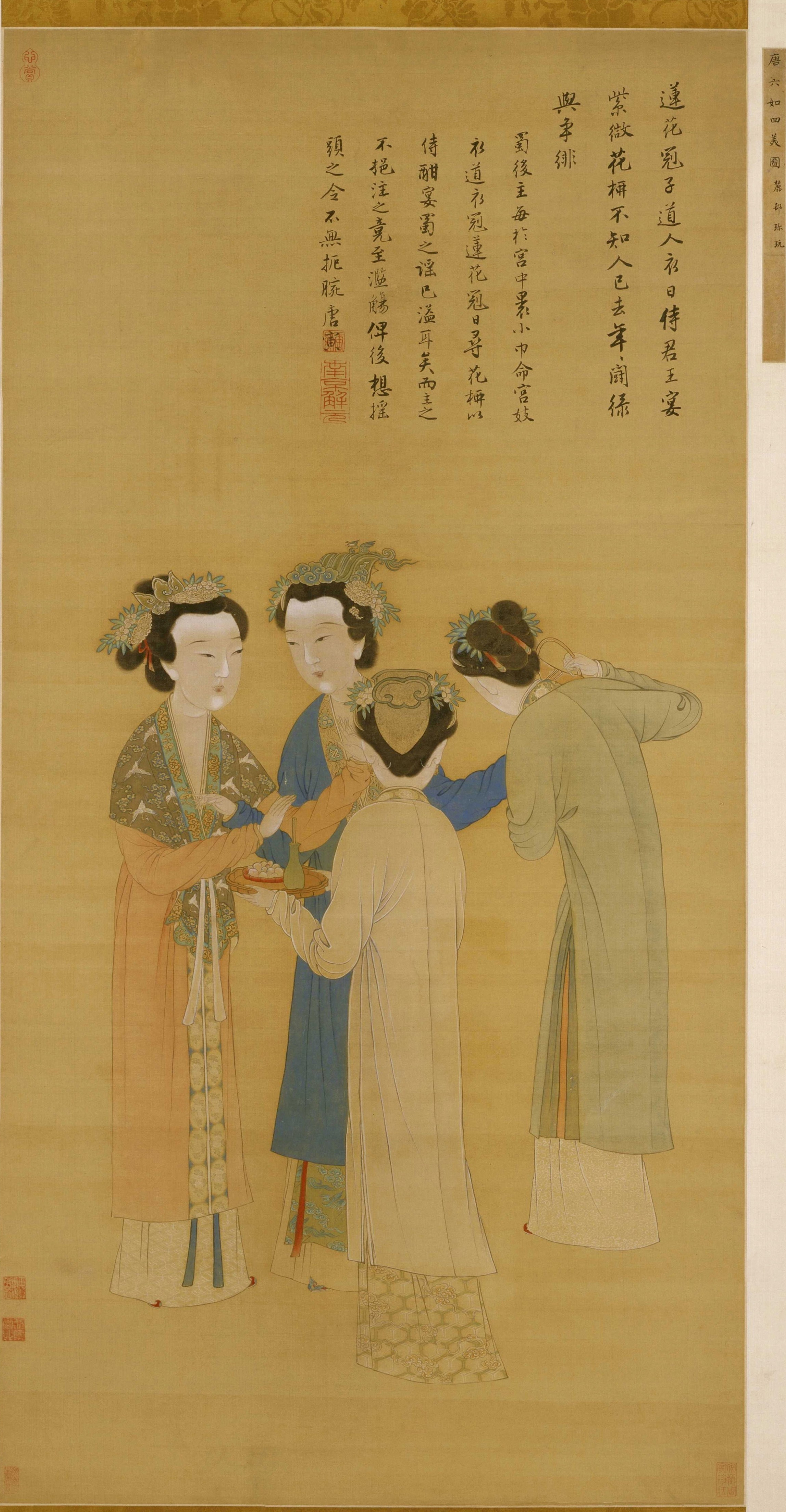
Mujeres de la corte usando vestidos de seda, pot Tang Yin (1470-1524); la corte Ming dio obsequios a los tibetanos como ropas de seda y muebles, mientras que también encargó a budistas tibetanos la incorporación de símbolos de la iconografía budista a los diseños de la seda.

Tsai escribe que poco después de la visita de Deshin Shekpa, Yongle ordenó la construcción de una ruta y puestos avanzados de comercio en los extremos superiores del río Yangzi y Mekong para facilitar el intercambio con el Tíbet de té, caballos y sal. La ruta de comercio atravesaba Sichuan y el condado de Shangri-La en Yunnan. Wang y Nyima afirman que este "intercambio mezcla de tributo y comercio" de los Ming cambiando té chino por caballos tibetanos, al tiempo que daban a los enviados Y mercaderes tibetanos permiso explícito para comerciar con los mercaderes chinos Han, "extendió el domino de la dinastía Ming sobre el Tíbet". Rossabi y Sperling notan que este comercio de caballos tibetanos por té chino existía mucho antes de que los Ming se hubieran establecido. Peter C. Perdue dicen que obteniendo caballos de Asia interior a cambio de té fue también la meta del anterior Wang Anshi (1021-1086), que se había dado cuenta de que China no podía producir suficientes caballos militares. Los caballos no eran solamente necesarios para caballería sino también como animales de tiro para los vagones de abastecimiento del ejpercito. Los tibetanos requerían el té chino no solo como una bebida sino también como un suplemento para ceremonias religiosas. El gobierno Ming impuso un monopolio en la producción de te e intentó regular este comercio con mercado supervisados por el Estado, pero estos colapsaron en 1449 debido a fallas militares y presiones ecológicas internas en las regiones productoras de té.
Vaan Praaf afirma que el establecimiento Ming de delegaciones diplomáticas con el Tíbet era meramente un esfuerzo para asegurar los urgentemente necesitados caballos. Wang y Nyima discuten que esas no eran delegaciones diplomáticas, que las áreas tibetanas estaban gobernadas por los Ming ya que los líderes tibetanos tenían posiciones como oficiales Ming, esos caballos eran recolectados del Tíbet como obligatorios "impuestos de corvea" y por tanto los tibetanos estaban "llevando a cabo asuntos domésticos, no diplomacia exterior" Sperling escribe que los Ming simultáneamente compraban caballos en la región de Kham mientras peleaban contra las tribus tibetanas en Amdo y recibía embajadas tibetanas en Nankín. También discute que las embajadas de lamas tibetanos visitando la corte Ming eran mayormente esfuerzos para promover las transacciones comerciales entre los enormes y acaudalados séquitos lamas y los mercaderes y oficiales Ming. Kolmaš escribe que mientras los Ming mantuvieron una política laissez-faire hacia Tíbet y limitaron el número de séquitos tibetanos, estos últimos buscaron mantener una relación tributaria con los Ming porque el patronazgo imperial les proveyó de riqueza y poder. Laird escribe que los tibetanos ávidamente buscaron las invitaciones de la corte Ming ya que los regalos que recibían por llevar tributo eran mucho más valiosos que lo que entregaban. En cuanto a los regalos de Yongle a sus vasallos nepaleses y tibetanos como accesorios de plata, reliquias de buda, utensilios para templos budistas y ceremonias, Tsai escribe "en su esfuerzo de atraer Estados vecinos a la órbita ming para poder regodearse de gloria, Yongle estaba bastante dispuesto a pagar un pequeño precio." La oficina de Información del Concejo de Estado de la RPC lista los objetos de tributo tibetanos como bueyes, caballos, camellos, ovejas, productos de lana, hierbas medicinales, inciensos tibetanos, thangkas (pergaminos pintados), y artesanías, mientras que los Ming premiaban al tributo tibetano con equivalente valor en oro, plata, satín y brocado, sujetadores de ropa, granos, y hojas de té. Silk Los talleres Ming también trabajaban específicamente para el mercado tibetano ropas de ceda y muebles representando iconografía budista.
Mientras la dianstía Ming comerciaba caballos con el Tíbet, mantuvo una política de penar los mercados fronterizos en el norte, lo cual Laird dice era un esfuerzo para castigar a los mongoles por sus saqueos y para "alejarlos de la fronteras de China." No obstante cuando Altan kan (1507-1582), líder de los mongoles Tümed que derrocaron la hegemonía de la confederación mongol Oirate sobre las estepas, hizo la paz con la dinastía Ming en 1571, persuadió a los Ming de reabrir los mercados fronterizos en 1573. Esto proveyó a los chinos con un nuevo abastecimiento de caballos que los mongoles tenían en exceso; fue también un alivio para los Ming, ya que eran incapaces de frenar sus saqueos periódicos. Laird dice que a pesar del hecho que los posteriores mongoles creían que Altan forzó a los Ming a verlos como iguales, los historiadores chinos dicen que Altan era simplemente un leal ciudadano chino. Hacia 1578 Altan formó una formidable alianza mongol-tibetana con el Gelug que los Ming vieron desde lejos sin intervenir.

### Intervención armada y estabilidad en las fronteras
Patricia Ebrey escribe que el Tíbet, como Joseon y otros Estados vecinos de los Ming, estableció su estatus tributario mientras no había tropas o gobernadores de la China Ming estacionados en su territorio. Laird escribe que "luego que las tropas mongoles dejaran el Tíbet no hubo tropas Ming para remplazarlas." Wang y Nyima afirman que, a pesar del hecho que los Ming dejaran de mandar y acuartelar tropas para avasallar al Tíbet, estas medidas eran innecesarias mientras la corte Ming mantuviera lazos cercanos con los vasallos tibetanos y sus fuerzas. No obstante, hubo instancias en el siglo XIV en que el emperador Hongwu usó fuerza militar para sofocar levantamientos en el Tíbet. John D. Langlois escribe que hubo levantamientos en el Tíbet y Sichuan oeste, los cuales el marqués Mu Ying (沐英) había sido comisionado para sofocar en noviembre de 1378 luego de establecer un cuarte Taozhou en Gansu. Langlois nota que hacia octubre de 1379, Mu Ying había supuestamente capturado 30.000 prisioneros tibetanos y 200.000 animales domesticados. Aun así la invasión fue hacia ambos lados; el general Ming Qu Neng, bajo el comando de Lan Yu, recibió órdenes de repeler el ataque tibetano a Sichuan en 1390.

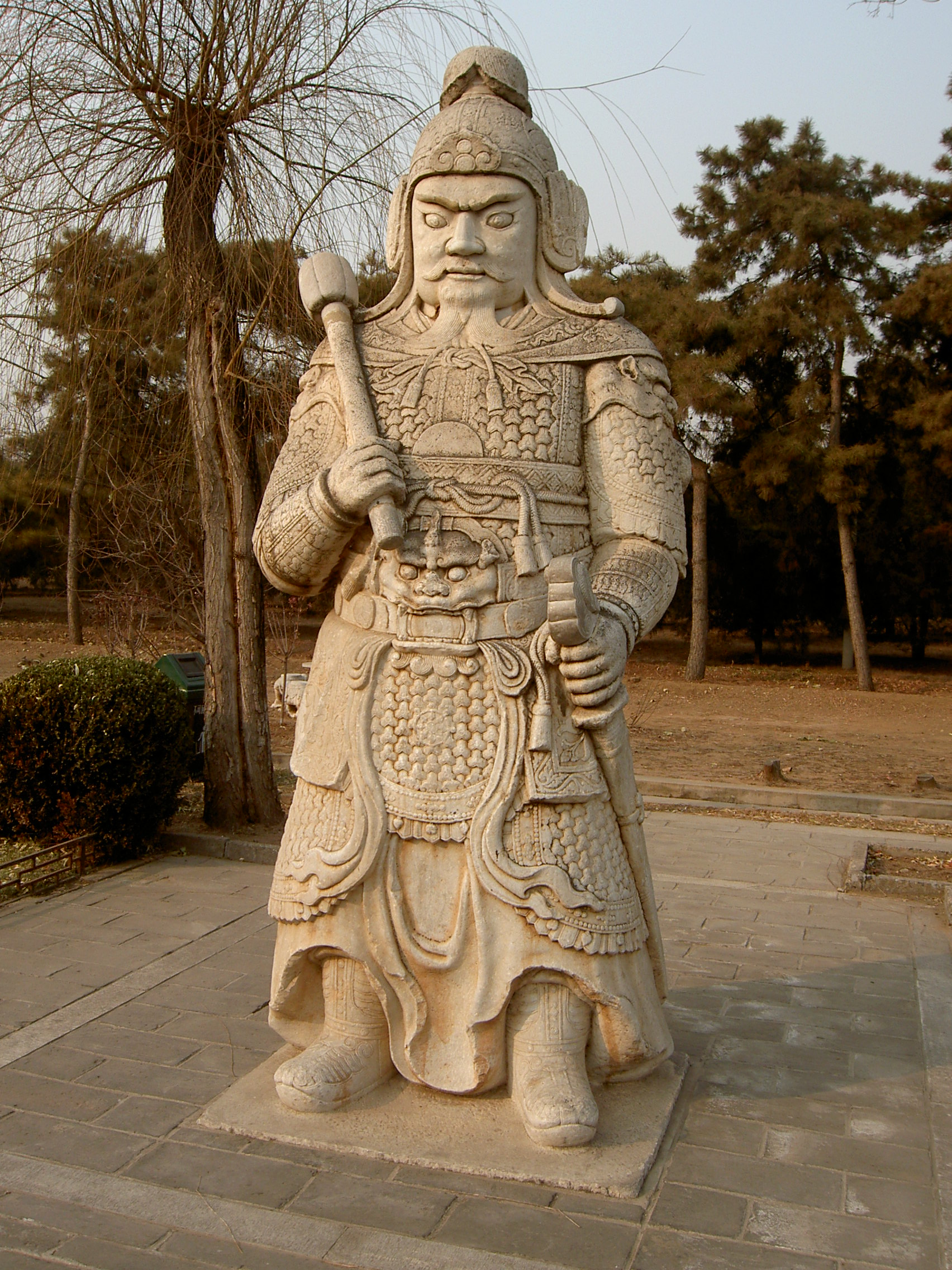
Un guardia armado y con armadura de las tumbas de la dinastía Ming

Las discusiones estratégicas a mediados de la dinastía Ming se enfocaron principalmente en la recuperación del desierto de Ordos, el cual los mongoles usaban como una base para realizar ataques en la China Ming. Norbu dice que la dinastía Ming, preocupada por la amenaza mongol en el norte no podía utilizar fuerzas armadas adicionales para reforzar la soberanía sobre el Tíbet; en su lugar, dependían en "Instrumentos confusianos de relaciones tributarias"  de amontonar ilimitado número de títulos y dones a los lamas tibetanos a través de actos de diplomacia. Sperling afirma que la delicada relación entre el Ming y el Tíbet fue "la última vez que una China unida tuvo que tratar con un Tíbet independiente," que había potencial de conflictos armados en sus fronteras, y que la última meta de la política externa de los Ming con el Tíbet no era la subyugación sino el "evitar cualquier tipo de amenaza tibetana". P. Christiaan Klieger discute que el patronazgo de la corte Ming a los altos lamas tibetanos "fue diseñado para ayudar a estabilizar las regiones limítrofes y proteger las rutas de comercio."
Los historiadores Luciano Petech y Sato Hisashi discuten que los Ming mantuvieron una política de "divide y gobierna" hacia un débil y políticamente fragmentado Tíbet luego de que el régimen Sakya hubiese caído. Chan escribe que esta fue quizás la calculadora estrategia de Yongle, ya que como patrono exclusivo de una sola secta, esta hubiera tenido mucho poder regional. Sperling no encuentra evidencia textual ni en chino o tibetano que apoye esta teoría de Petech y Hisashi. Norbu afirma que su tesis es mayormente basada en la lista de títulos Ming conferidos a lamas tibetanos en lugar de "análisis comparativo de desarrollos en China y el Tíbet" Rossabi dice que esta teoría "atribuye mucha influencia a los chinos," señalando que el Tíbet ya estaba políticamente dividido cuando la dinastía Ming empezó, también rechaza la teoría "divide y gobierna" debido a los fallidos intentos de Yongle de construir una fuerte relación con el quinto karmapa, con el cual esperaba constituir una relación como la que Kublai había tenido con el lama Sakya Phagpa. En su lugar, Yongle siguió el consejo del karmapa de dar patronazgo a muchos lamas tibetanos diferentes.

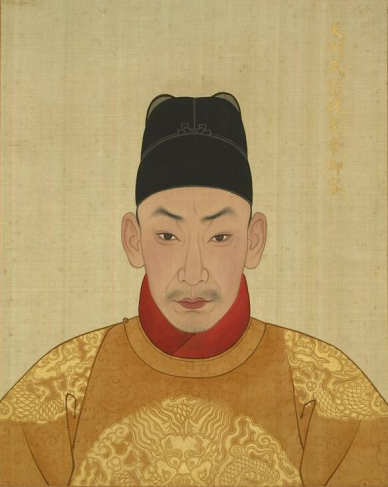
emperador Zhengde (r. 1505-1521)

La Asociación de Estudios Asiáticos afirma que no hay evidencia escrita conocida que sugiera que los posteriores líderes del Gelug (Gendun Drup (1391-1474) y Gendun Gyatso (1475-1571) tuviesen algún contacto con la China Ming. Estos dos líderes religiosos estaban preocupados principalmente en tratar con los poderosos príncipes seculares de Rinbung, quienes eran patronos y protectores de los lamas Karma Kagyu. Los líderes Rinbung (Rinpungpa) eran parientes del Phagmodru, pero su autoridad cambió durante el tiempo de simples gobernadores a regidores en su propio derecho de amplias áreas de Ü-Tsang.
El príncipe de Rinbung ocupó Lhasa en 1498 y excluyó al Gelug de asistir a las ceremonias y oraciones de año nuevo, los más importantes eventos del Gelug. Mientras la tarea de oraciones de año nuevo en Lhasa eran dadas al karmapa y otros, Gendun Gyatso viajaba al exilio buscando aliados. No fue hasta 1518 que el gobernante secular Phagmodru capturó Lhasa a los Rinbung y de ahí en más al Gelug se le otorgaron derechos de conducir las plegarias de año nuevo. Cuando el abad Drikung Kagyu del monasterio Drikung amenazó Lhasa en 1537, Gendun Gyatso fue forzado a abandonar el monasterio de Drepung, aunque finalmente volvería.
El emperador Zhengde (r. 1505-1521), que disfrutó la compañía de lamas en la corte a pesar de protestas del censorado había escuchado historias de un "Buda viviente" al cual deseaba invitar a la capital Ming; este no era otro que Mikyö Dorje el karmapa apoyado por los Rinbung que entonces ocupaban Lhasa. Los altos consejeros de Zhengde hicieron muchos intentos de disuadirlo de invitar a este lama a la corte, discutiendo que el budismo tibetano era ampliamente heterodoxo e inortodoxo. A pesar de las protestas de la Gran Secretario Liang Chu, en 1515 el emperador Zhengde envió a su eunuco el oficial Liu Yun de la cancillería del palacio en una misión para invitar a este karmapa a Pekín. Liu comando una flota de cientos de barcos requisados a lo largo del río Yangzi, consumiendo 2,835 g (100 oz) de plata al día en gastos de comida mientras estaban estacionados durante un año en Chengdu de Sichuan. After procurring necessary gifts for the mission, he departed with a cavalry force of about 1,000 troops. Cuando el pedido fue enviado, el lama karmapa rehusó dejar el Tíbet a pesar de la fuerza Ming llevada para obligarlo. El karmapa lanzó una emboscada sorpresa en el campamento de Liu Yun llevándose todos los bienes al tiempo que mataban o herían a la mitad de la escolta de Liu Yun. Tras este fiasco, Liu escapó por su vida pero solo volvió a Chengdu muchos años después para encontrar que el emperador Zhengde había muerto.

### Tibetanos como "minoría nacional"

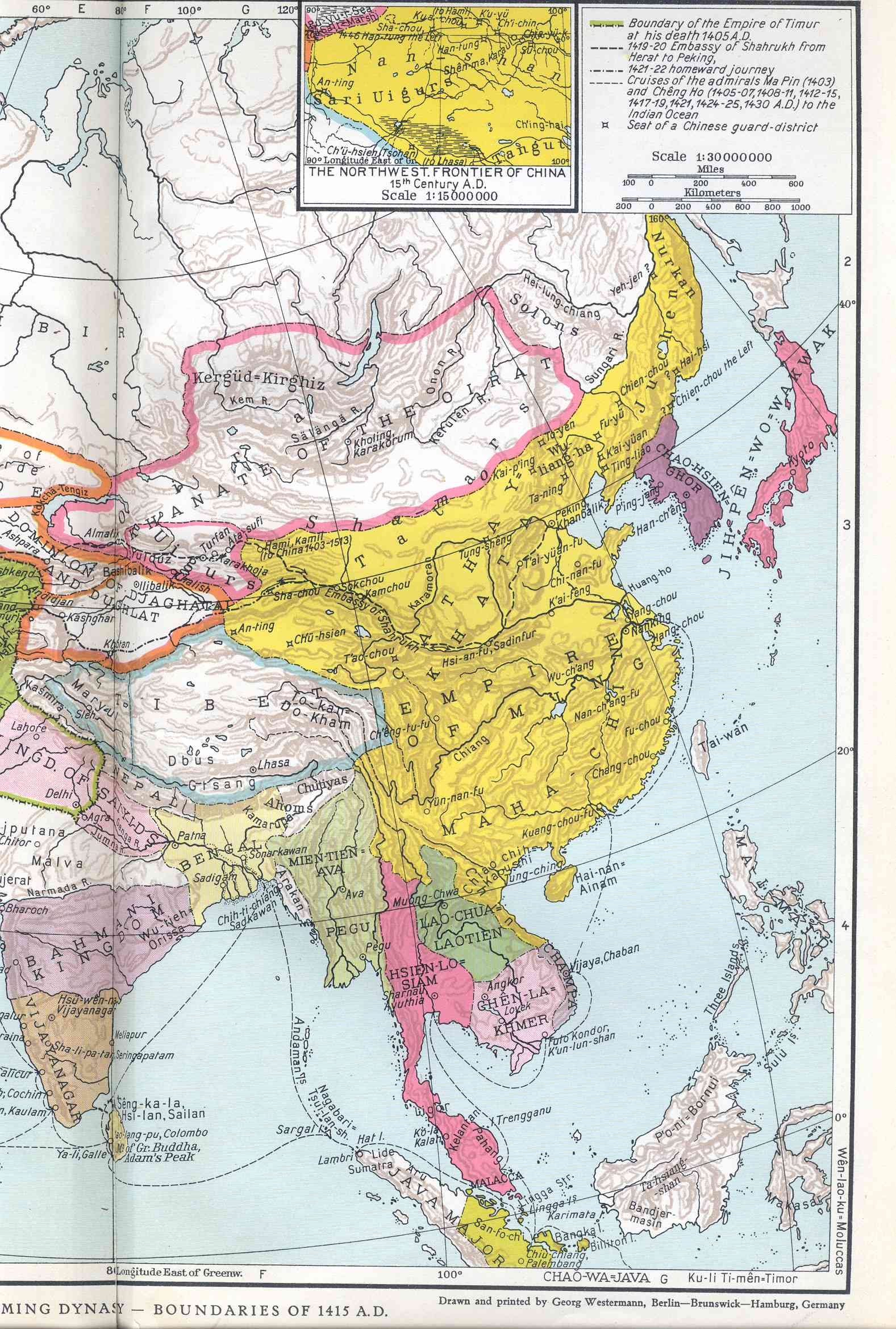
De acuerdo a este mapa del imperio Ming durante el reino del emperador Yongle publicado por Harvard University Press en 1905, los límites mostrados no incluyen los Estados vasallos de los Ming, al tiempo que el Tíbet está notablemente ausente de los territorios en soberanía, o áreas directamente gobernadas, de los Ming en amarillo.

La Región Autónoma del Tíbet en la República Popular China; Marina Illich afirma que los eruditos de la RPC encierran al Tíbet como una "minoría nacional" título que "concibe estrechamente al Tíbet geográfico como a la actual Región Autónoma del Tíbet (R.A.T.) limitando con un conglomerado de 'prefecturas tibetanas' en ... Sichuan, Qinghai, Gansu, y Yunnan," mientras que la definición histórica del Tíbet es presentada diacrónicamente como una "parte inalienable de China."

Elliot Sperling, un especialista de estudios indios y el director del programa de Estudios Tibetanos del departamento de Estudios de Eurasia Central de la universidad de Indiana, escribe que "la idea de que el Tíbet se volvió una parte de China en el siglo XIII es una construcción muy reciente." Afirma que los escritores chinos del temprano siglo XX eran del punto de vista que el Tíbet no estaba anexado a China hasta la invasión manchú de la dinastía Qing en el siglo XVIII. Él también afirma que los escritores chinos de comienzos del siglo XX describieron al Tíbet como una dependencia feudal de China, no una parte integral de ella.

## Oficinas administrativas y títulos de los oficiales
| Divisiones administrativas establecidas en el Tíbet de acuerdo a los Mingshi | Divisiones administrativas establecidas en el Tíbet de acuerdo a los Mingshi |
| ---------------------------------------------------------------------------- | --- |
| Alta Comandería Itinerante (都指揮使司)                                      | Dbus-Gtsang (烏思藏), Mdo-khams (朵甘) |
| Comandería Itinerante (指揮使司)                                             | Longda (隴答) |
| Oficina del Comisionado de Pacificación (宣尉使司)                           | Duogan (朵甘), Dongbuhanhu (董卜韓胡), Changhexiyutongningyuan (長河西魚通寧遠) |
| Oficina del Comisionado de Expedición (招討司)                               | Duogansi (朵甘思), Duoganlongda (朵甘隴答), Duogandan (朵甘丹), Duogancangtang (朵甘倉溏), Duoganchuan (朵甘川), Moerkan (磨兒勘) |
| Oficinas Wanhu (萬戶府)                                                      | Shaerke (沙兒可), Naizhu (乃竹), Luosiduan (羅思端), Biesima (別思麻) |
| Oficinas Qianhu (千戶所)                                                     | Duogansi (朵甘思), Suolazong (所剌宗), Suobolijia (所孛里加), Suochanghexi (所長河西), Suoduobasansun (所多八三孫), Suojiaba (所加八), Suozhaori (所兆日), Nazhu (納竹), Lunda (倫答), Guoyou (果由), Shalikehahudi (沙里可哈忽的), Bolijiasi (孛里加思), Shalituer (撒裏土兒), Canbulang (參卜郎), Lacuoya (剌錯牙), Xieliba (泄里壩), Runzelusun (潤則魯孫) |

| Títulos Ming otorgados a líderes tibetanos | Títulos Ming otorgados a líderes tibetanos   | Títulos Ming otorgados a líderes tibetanos                           | Títulos Ming otorgados a líderes tibetanos | Títulos Ming otorgados a líderes tibetanos |
|                                            | Título                                       | Nombre                                                               | Secta                                      | Año                                        |
| ------------------------------------------ | -------------------------------------------- | -------------------------------------------------------------------- | ------------------------------------------ | ------------------------------------------ |
| Príncipes del Dharma (法王)                | Gran Príncipe Tesoro del Dharma (大寶法王)   | Tulku Tsurphu Karmapa                                                | Karma Kagyu Sect                           | 1407                                       |
| Príncipes del Dharma (法王)                | Gran Príncipe Vehículo del Dharma (大乘法王) | Príncipe del Dharma de la secta Sagya (representado por Gunga Zhaxi) | secta Sagya                                | 1413                                       |
| Príncipes del Dharma (法王)                | Gran Príncipe Piedad del Dharma (大慈法王)   | Shākya Yeshes (representante de Je Tsongkhapa)                       | Gelug                                      | 1434                                       |
|                                            |                                              |                                                                      |                                            |                                            |
| Príncipes (王)                             | Príncipe de la Persuasión (闡化王)           | Zhaba Gyaincain                                                      | Phagmo Drupa Sect                          | 1406                                       |
| Príncipes (王)                             | Príncipe Promotor de la Virtud (贊善王)      | Zhusibar Gyaincain                                                   | Lingzang                                   | 1407                                       |
| Príncipes (王)                             | Príncipe Guardián de la Doctrina (護教王)    | Namge Bazangpo                                                       | Guanjor                                    | 1407                                       |
| Príncipes (王)                             | Príncipe Propagador de la Doctrina (闡教王)  | Linzenbal Gyangyanzang                                               | Zhigung Gagyu Sect                         | 1413                                       |
| Príncipes (王)                             | Príncipe Asistente de la Doctrina (輔教王)   | Namkelisiba (Namkelebei Lobzhui Gyaincain Sangpo)                    | Sagya Sect                                 | 1415                                       |

### Organizaciones
- La Oficina de Información del consejo de Estado de la República Popular de China. (2002). Testimony of History. Editado por Hongjia Xiang y Yuxin Zhan. China Intercontinental Press. ISBN 7-80113-885-6.
- El Proyecto de Historia Biográfica Ming de la Asociación por los Estudios Asiáticos. (1976). Dictionary of Ming Biography, 1368-1644: 明代名人傳: Volume 1, A-L. Editado por L. Carrington Goodrich y Chaoying Fang. New York: Columbia University Press. ISBN 0-231-03801-1.

### Autores
- Berger, Patricia Ann. (2003). Empire of Emptiness: Buddhist Art and Political Authority in Qing China. Manoa: University of Hawaii Press. ISBN 0-8248-2563-2.
- Bielenstein, Hans. (1980). The Bureaucracy of Han Times. Cambridge: Cambridge University Press. ISBN 0-521-22510-8.
- Cabezón, José Ignacio and Geshe Lobsang Dargyay. (2007). Freedom from Extremes: Gorampa's Distinguishing the Views and the Polemics of Emptiness. Somerville: Wisdom Publications, Inc. ISBN 0-86171-523-3.
- Denis Twitchett, Herbert Franke, John K. Fairbank, in The Cambridge History of China: Volume 6, Alien Regimes and Border States. Cambridge: Cambridge University Press. ISBN 0-521-24331-9, ISBN 978-0-521-24331-5.
- Chan, Hok-Lam. (1988). "The Chien-wen, Yung-lo, Hung-shi, and Hsuan-te reigns", in The Cambridge History of China: Volume 7, The Ming Dynasty, 1368-1644, Part 1, 182-384, editado por Denis Twitchett y John K. Fairbank. Cambridge: Cambridge University Press. ISBN 0-521-24332-7.
- Chen, Qingying. (2003). Tibetan History. Pekín: China Intercontinental Press. ISBN 7-5010-1660-7.
- Chen, Qingying. (2005). The System of the Dalai Lama Reincarnation. Pekín: China Intercontinental Press. ISBN 7-5085-0745-2.
- Dreyfus, Georges. (2003). "Cherished memories, cherished communities: proto-nationalism in Tibet", en The History of Tibet: Volume 2, The Medieval Period: c. AD 850-1895, the Development of Buddhist Paramountcy, 492-522, ed. Alex McKay. New York: Routledge. ISBN 0-415-30842-9.
- Ebrey, Patricia Buckley (1999). The Cambridge Illustrated History of China. New York: Cambridge University Press. ISBN 0-521-66991-X
- Geiss, James. (1988). "The Cheng-te reign, 1506-1521", en The Cambridge History of China: Tomo 7, The Ming Dynasty, 1368-1644, Parte 1, 403-439, editado por Denis Twitchett y John K. Fairbank. Cambridge: Cambridge University Press. ISBN 0-521-24332-7.
- Goldstein, Melvyn C. (1997). The Snow Lion and the Dragon: China, Tibet and the Dalai Lama. Berkeley: University of California Press. ISBN 0-520-21951-1.
- Grunfeld, A. Tom. (1996). The Making of Modern Tibet. Nueva York: M.E. Sharpe, Inc. ISBN 1-56324-714-3.
- Hoffman, Helmut. (2003). "Early and Medieval Tibet", en The History of Tibet: Tomo 1, The Early Period to c. AD 850, the Yarlung Dynasty, 45-69, editado por Alex McKay. Nueva York: Routledge. ISBN 0-415-30842-9.
- Howard, Angela F. (2006). "Introduction", en Chinese Sculpture, 7-16, editado por Angela F. Howard. New Haven: Yale University Press. ISBN 0-300-10065-5.
- Huckenpahler, Victoria. (1990). "Introduction" en The Great Kagyu Masters: The Golden Lineage Treasury. Traducido por Khenpo Könchog Gyaltsan. Editado por Victoria Huckenpahler. Ithica: Snow Lion Publications. ISBN 1-55939-244-4.
- Illich, Marina. (2006). "Imperial Stooge or Emissary to the Dge lugs Throne? Rethinking the Biographies of Chankya Rolpé Dorjé", en Power, Politics, and the Reinvention of Tradition: Tibet in the Seventeenth and Eighteenth Centuries, 17-32. Editado por Bryan J. Cuevas & Kurtis R. Schaeffer. Leiden: Koninklijke Brill. ISBN 90-04-15351-9.
- Karmay, Santen. (1988). Secret Visions of the Fifth Dalai Lama. Londres: Serindia Publications. ISBN 0-906026-47-4.
- Klieger, P. Christiaan. (2006). "Riding High on the Manchurian Dream: Three Paradigms in the Construction of the Tibetan Question", en Contemporary Tibet: Politics, Development, and Society in a Disputed Region, 214-229, editado por Barry Sautman y June Teufel Dreyer. New York: M.E. Sharpe, Inc. ISBN 0-7656-1354-9.
- Kolb, Albert. (1971). East Asia: China, Japan, Korea, Vietnam: Geography of a Cultural Region. Traducido por C.A.M. Sym. New York: Routledge. ISBN 0-416-08420-6.
- Kolmaš, Josef. (1967). Tibet and Imperial China: A Survey of Sino-Tibetan Relations Up to the End of the Manchu Dynasty in 1912: Occasional Paper 7. Canberra: The Australian National University, Centre of Oriental Studies.
- Laird, Thomas. (2006). The Story of Tibet: Conversations with the Dalai Lama. New York: Grove Press. ISBN 0-8021-4327-X.
- Langlois, John D., Jr. (1988). "The Hung-wu reign, 1368-1398", en The Cambridge History of China: Volume 7, The Ming Dynasty, 1368-1644, Part 1, 107-181, editado por Denis Twitchett y John K. Fairbank. Cambridge: Cambridge University Press. ISBN 0-521-24332-7.
- López, Donald S., Jr. "'Lamaism' and the Disappearance of Tibet", Comparative Studies in Society and History (Tomo 38, Número 1, enero de 1996): 3-25.
- Norbu, Dawa. (2001). China's Tibet Policy. Richmond: Curzon. ISBN 0-7007-0474-4.
- Patterson, George N. "China and Tibet: Background to the Revolt", The China Quarterly (Número 1, enero-marzo de 1960): 87-102.
- Perdue, Peter C. (2000). "Culture, History, and Imperial Chinese Strategy: Legacies of the Qing Conquests", en Warfare in Chinese History, 252-287, editado por Hans van de Ven. Leiden: Koninklijke Brill. ISBN 90-04-11774-1.
- Powers, John. History as Propaganda: Tibetan Exiles versus the People's Republic of China (2004) Oxford University Press. ISBN 978-0-19-517426-7
- Van Praag, Michael C. van Walt. (1987). The Status of Tibet: History, Rights, and Prospects in International Law. Boulder: Westview Press. ISBN 0-8133-0394-X.
- Rawski, Evelyn S. (1998). The Last Emperors: A Social History of Qing Imperial Institutions. Berkeley: University of California Press. ISBN 0-520-22837-5.
- Riggs, Fred W. "Tibet in Extremis", Far Eastern Survey (Tomo 19, Numbero 21, 1950): 224-230.
- Robinson, David M. "Politics, Force and Ethnicity in Ming China: Mongols and the Abortive Coup of 1461", Harvard Journal of Asiatic Studies (Tomo 59, Numbero 1, June 1999): 79-123.
- Rossabi, Morris (1988). Khubilai Kan: His Life and Times. Berkeley: University of California Press. ISBN 0-520-05913-1.
- Rossabi, Morris (1998). "The Ming and Inner Asia," en The Cambridge History of China: Volume 8, The Ming Dynasty, 1368-1644, Part 2, 221-271. Edited by Frederick W. Mote and Denis Twitchett. New York: Cambridge University Press. ISBN 0-521-24333-5.
- Sperling, Elliot. (2003). "The 5th Karma-pa and some aspects of the relationship between Tibet and the Early Ming", en The History of Tibet: Tomo 2, The Medieval Period: c. AD 850-1895, the Development of Buddhist Paramountcy, 473-482, ed. Alex McKay. New York: Routledge. ISBN 0-415-30842-9.
- Thinley, Karma. (1980). The History of the Sixteen Karmapas of Tibet. Boulder: Prajna Press. ISBN 0-87773-716-9.
- Tsai, Shih-Shan Henry. (2001). Perpetual Happiness: The Ming Emperor Yongle. Seattle: University of Washington Press. ISBN 0-295-98124-5.
- Tuttle, Gray. (2005). 'Tibetan Buddhists in the Making of Modern China. New York: Columbia University Press. ISBN 0-231-13446-0.
- Twitchett, Denis. (2000). "Tibet in Tang's Grand Strategy" en Warfare in Chinese History, 106-179, editado por Hans van de Ven. Leiden: Koninklijke Brill. ISBN 90-04-11774-1.
- Vollmer, John E. (2004). Silk for Thrones and Altars: Chinese Costumes and Textiles from the Liao through the Qing Dynasties. Berkeley: Ten Speed Press. ISBN 1-58008-590-3.
- Wang, Jiawei and Nyima Gyaincain. (1997). The Historical Status of China's Tibet. Pekín: China Intercontinental Press. ISBN 7-80113-304-8.
- Weidner, Marsha. (2001). "Imperial Engagements with Buddhist Art and Architecture: Ming Variations of an Old Theme", en Cultural Intersections in Later Chinese Buddhism, 117-144, editado por Marsha Weidner. Manoa: University of Hawaii Press. ISBN 0-8248-2308-7.
- Wills, John E., Jr. (1998). "Relations with Maritime Europe, 1514-1662", en The Cambridge History of China: Tomo 8, The Ming Dynasty, 1368-1644, Parte 2, 333-375. Editado por Denis Twitchett, John King Fairbank, y Albert Feuerwerker. New York: Cambridge University Press. ISBN 0-521-24333-5.
- Wylie, Turrell V. "The First Mongol Conquest of Tibet Reinterpreted", Harvard Journal of Asiatic Studies (Tomo 37, Número 1, junio de 1977): 103-133.
- Wylie, Turrell V. (2003). "Lama Tribute in the Ming Dynasty", en The History of Tibet: Tomo 2, The Medieval Period: c. AD 850-1895, the Development of Buddhist Paramountcy, 467-472, ed. Alex McKay. New York: Routledge. ISBN 0-415-30842-9.
- Yiu, Yung-chin. (1998). "Two Focuses of the Tibet Issue", en Through Dissident Chinese Eyes: Essays on Self-determinaton, 121-123, editado por Cao Changqing y James D. Seymour. New York: M.E. Sharpe, Inc. ISBN 1-56324-922-7.

- Datos: Q1006647